# エドアルド・ディ・サヴォイア
エドアルド・ディ・サヴォイア（イタリア語：Edoardo di Savoia, 1284年2月8日 - 1329年11月4日）は、サヴォイア伯（在位：1323年 - 1329年）。

## 生涯
エドアルドはサヴォイア伯アメデーオ5世とその最初の妃シビーユ・ド・ボージェの間にボージェで生まれた。ブルゴーニュ公ロベール2世とアニェス・ド・フランスの娘ブランシュと結婚し、2人の間には1女ジョヴァンナが生まれた。ジョヴァンナはブルターニュ公ジャン3世と結婚した。
1325年、エドアルドはヴァレ城を包囲していたときに、ヴィエンヌのドーファンであったギーグ8世とジュネーヴ伯アメデーオ3世に攻撃を受けた。ギーク8世が勝利し、エドアルドは辛うじて逃れた。
1327年、モーリエンヌの住民が司教に対して反乱を起こした。司教はエドアルドに支援を求め、エドアルドは自身が司教区の支配権を得るという条件でこれを承諾した。これに司教は同意し、司教は戻ることができた。同年、シオン司教がエドアルドに臣下の礼をとることを拒否した。この臣下の礼はサヴォイア伯ピエトロ2世の時代よりの慣行であった。これ以降、司教とサヴォイア伯はモルジュの橋でお互いに臣下の礼をとることとなった。
1328年、エドアルドはシャンベリの城の中庭に新鮮な水を直接供給するために、木製の水道橋を建設した。1329年にエドアルドは突然に死去し、弟アイモーネがサヴォイア伯位を継承した。